# Lingua ignota

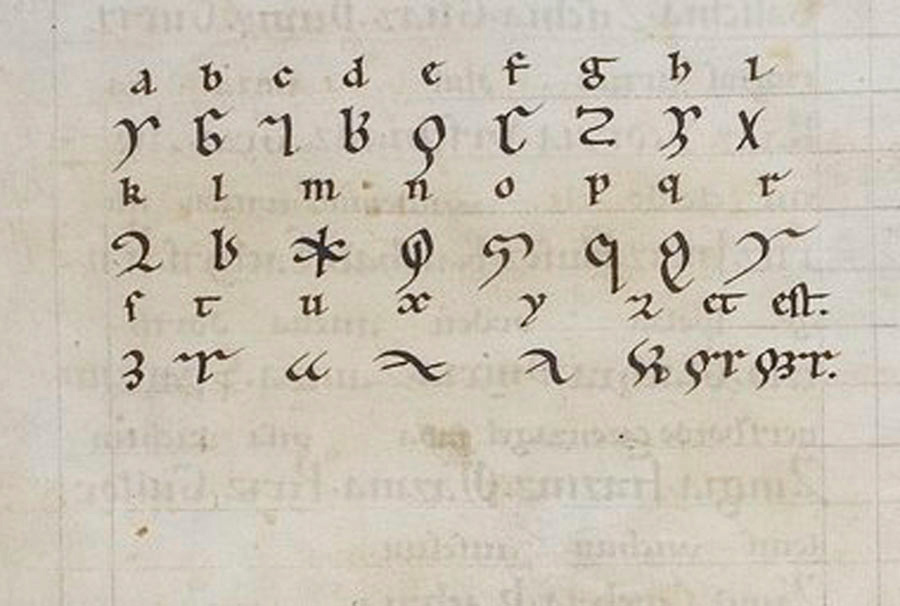
Hildegard 23 litterae ignotae-je

A lingua ignota (latin szó, jelentése „ismeretlen nyelv”) egy mesterséges nyelv, amelyet a 12. században élt rupertsbergi apátnő, Bingeni Szent Hildegárd írt le, aki nyilvánvalóan misztikus célokra használta. Az írásához egy 23 karakteres ábécét használt, melynek neve litterae ignotae.
A nyelvet részlegesen egy Lingua Ignota per simplicem hominem Hildegardem prolata című munkában írta le, amely két kéziratban maradt meg, mindkettő 1200 körülre datálódik, az egyik a Wiesbadeni Kódex, a másik egy berlini kézirat. A szöveg 1011 darab lingua ignota-beli szó szójegyzéke, leginkább latin szómagyarázatokkal, néha pedig németül; a szavak nagy része főnév, néhány melléknév. Nyelvtana latin, olyan nyelv, amelynek csak szókincse tér el tőle.
A lingua ignota célja ismeretlen, ahogy az sem ismert, alkotóján kívül ki beszélte. A 19. században volt egy nézet, miszerint a lingua ignota célja egy ideális, univerzális nyelv létrehozása volt. Mindazonáltal ma általános feltételezés, hogy a lingua ignota egy titkos nyelvként lett kidolgozva. Amennyiben a nyelvet Hildegárd hozta létre, az egyik legkorábbi mesterséges nyelvnek tekinthető.
Hildegárd barátja és igazgatója, Wolmarus egy levélben, attól félve, hogy Hildegárd hamarosan meghal, ezt kérdi: ubi tunc vox inauditae melodiae? et vox inauditae linguae? ( „aztán hol a nem hallott melódiák hangja? És a nem hallott nyelv hangja?”), amely azt sugallja, hogy Hildegárd nyelvének létezése ismert volt, de nem voltak beavatottak, akik a tudását megőrizhették volna halála után.

## Példaszöveg
A nyelven ez az egyetlen megmaradt szövegrészlet:
O orzchis Ecclesia, armis divinis praecincta, et hyacinto ornata, tu es caldemia stigmatum loifolum et urbs scienciarum. O, o tu es etiam crizanta in alto sono, et es chorzta gemma.
Ez a két mondat leginkább latinul íródott öt lingua ignota-beli kulcsszóval; ezeknek csak az egyike található meg a szójegyzékben egyértelműen (loifol „emberek”), ebből egyértelmű, hogy a szókincs 1011 szónál nagyobb volt. (Higley két egyéb szóra lehetséges egyezést talált.)
„O orzchis Ecclesia, girded with divine arms, and adorned with hyacinth, you are the caldemia of the wounds of the loifol, and the city of sciences. O, o, you are the crizanta in high sound, and you are the chorzta gem.”
A loifol „emberek” nyilvánvalóan ragozott a latinban, a loifol-um megegyezik a stigmatum-mal, a stigma többesszámú birtokosával.
Newman (1987) ezt a fordítást sejti:
„O measureless Church, / girded with divine arms / and adorned with jacinth, / you are the fragrance of the wounds of nations / and the city of sciences. / O, o, and you are anointed / amid noble sound, / and you are a sparkling gem.”

## A szójegyzék
A szójegyzék hierarchikus rendben van, először Istenre és az angyalokra való szavakkal, amelyeket az emberi lényekre és családon belüli kapcsolatokra használt szavak követnek, majd a testrészek, betegségek, vallási és világi rangok, iparosok, napok, hónapok, ruházat, háztartás, növények és néhány madár és rovar. Az emlősökre való szavak hiányoznak (kivéve a denevért (Ualueria), mely a madarak között kapott helyet és a griffmadarat (Argumzio), amely félig emlős és szintén a madarak közt lett listázva).
Az első 30 bejegyzés (Roth, 1880):
- Aigonz: deus (Isten)
- Aieganz: angelus (angyal)
- Zuuenz: sanctus (szent)
- Liuionz salvator (megváltó)
- Diueliz: diabolus (ördög)
- Ispariz: spiritus (lélek)
- Inimois: homo (emberi lény)
- Jur: vir (férfi)
- Vanix: femina (nő)
- Peuearrez: patriarcha (patriarchátus)
- Korzinthio: propheta (próféta)
- Falschin: vates (próféta, vátesz)
- Sonziz: apostolus (apostol)
- Linschiol: martir (mártír)
- Zanziuer: confessor (gyóntató)
- Vrizoil: virgo (szűz)
- Jugiza: vidua (özvegy)
- Pangizo: penitens (vezeklő)
- Kulzphazur: attavus (szépapa)
- Phazur: avus (nagyapa)
- Peueriz: pater (apa)
- Maiz: maler (helyesen mater, azaz anya)
- Hilzpeueriz: nutricus (mostohaapa)
- Hilzmaiz: noverca (mostohaanya)
- Scirizin: filius (fiúgyermek)
- Hilzscifriz: privignus (mostohafiú)
- Limzkil: infans (gyermek)
- Zains: puer (fiú)
- Zunzial: iuvenis (fiatalság)
- Bischiniz adolescens (kamasz)

Megfigyelhetők a szóösszetételek: peueriz „apa” : hilz-peueriz „mostohaapa”, maiz „anya” : hilz-maiz „mostohaanya”, ésscirizin „son” : fiú „mostohafiú”, továbbá a phazur : kulz-phazur. Megfigyelhető a képzőelvonás is: peueriz „apa”, peuearrez „patriarchátus”.

## Fordítás
- Ez a szócikk részben vagy egészben  a   Lingua Ignota című angol Wikipédia-szócikk fordításán alapul.  Az eredeti cikk szerkesztőit annak laptörténete sorolja fel. Ez a jelzés csupán a megfogalmazás eredetét és a szerzői jogokat jelzi, nem szolgál a cikkben szereplő információk forrásmegjelöléseként.

## Kiadások
- Wilhelm Grimm (1848) a 291 német fordítással rendelkező szómagyarázatokat listázza
- Roth (1880), az 1011 szómagyarázatot listázza
- Descemet, Analecta of Pitra (1882), a 181 növénynevet listázza
- Portmann és Odermatt (1986)
- Higley (2007), a teljes Riesencodex szójegyzék, kiegészítve a berlini kézirattal, fordítások angolra és kiterjedt magyarázatok